# Ten Years Gone
«Ten Years Gone» es una canción de la banda británica de rock Led Zeppelin escrita por Jimmy Page y Robert Plant incluida en su álbum de 1975 Physical Graffiti
Concebida originalmente como una pieza instrumental, Jimmy Page utiliza alrededor de 14 pistas de guitarra para superponerlas en una sección de armonía.
La letra elaborada por Plant cuenta acerca de una antigua novia que de verdad había amado y que diez años antes le había hecho elegir entre ella o su música eligiendo esta última como su respuesta definitiva.
En una entrevista concebida por Plant, el contaba que Page era el hombre de la música, llegaba a su casa y trabajaba mucho en ella, luego la llevaba a la banda para que cada uno fuera aportando su música.
Se dice que el Riff de esta canción fue sacada de una de las canciones perdidas de Page llamada Swang Song título usado para nombrar la discográfica creada por ellos mismos.
Esta es una de las pocas canciones donde se puede oír el chirrido del pedal de bombo de la batería de John Bonham. 
Versiones en vivo de esta pieza fueron realizadas durante la gira de conciertos por Norteamérica en 1977 y en el primer concierto en Knebworth el 4 de agosto de 1979.
Originalmente John Paul Jones tocaba la melodía en una guitarra acústica, pero luego presentó una guitarra inusual de triple mástil que incluía una serie de seis cuerdas, una de doce cuerdas, una mandolina y pedales de bajo. Jimmy Page utilizó su guitarra Fender telecaster Botswanna Brown negra de 1960.
Page y Plant interpretaron la canción una vez en una gira por Japón. Page también interpreta la canción junto con The Black Crowes en 1999, esta versión se puede encontrar el disco Live At The Greek
- Datos: Q2701056